# 瓦沃辛 (紐約州)
瓦沃辛（英語：Wawarsing）是一個位於美國紐約州阿爾斯特縣的鎮。

## 人口
根據2020年美國人口普查的數據，瓦沃辛的面積為346.70平方千米，當中陸地面積為338.01平方千米，而水域面積為8.69平方千米。當地共有人口12771人，而人口密度為每平方千米37人。